# Polycyrtus femoratus
Polycyrtus femoratus là một loài tò vò trong họ Ichneumonidae.